# Hawks FC
Hawks Football Club w skrócie Hawks FC – gambijski klub piłkarski założony w 1973 roku pod nazwą Mabella FC z siedzibą w stolicy kraju, Bandżulu. Mistrz kraju z 1993, 1996 i 2022 oraz zdobywca Pucharu Gambii z 1983, 1996, 2006 i 2017.

## Sukcesy
- I liga[3]:
  - mistrzostwo (3):  1992/1993, 1995/1996, 2021/2022.

- Puchar Gambii[4]:
  - zwycięstwo (4): 1983, 1996, 2006, 2017.
  - finał (7): 1987, 1997, 2003, 2007, 2010, 2014, 2019.

## Występy w afrykańskich pucharach
| Sezon     | Rozgrywki                 | Runda   | Kraj                     | Klub           | Dom | Wyjazd | Dwumecz |
| --------- | ------------------------- | ------- | ------------------------ | -------------- | --- | ------ | ------- |
| 1984      | Puchar Zdobywców Pucharów | wstępna | Liberia                  | Mighty Barolle | 0–0 | 0–3    | 0–3     |
| 2007      | Puchar Konfederacji       | wstępna | Wybrzeże Kości Słoniowej | AS Denguelé    | 0–0 | 1–1    | 1–1     |
| 2007      | Puchar Konfederacji       | 1       | Nigeria                  | Dolphins FC    | 0–0 | 2–3    | 2–3     |
| 2018      | Puchar Konfederacji       | wstępna | Nigeria                  | Akwa United    | 2–1 | 0–2    | 2–3     |
| 2022/2023 | Liga Mistrzów             | 1       | Gwinea                   | Horoya AC      | –   | –      | –       |

## Stadion
Domowe mecze klub rozgrywa na stadionie o nazwie Serrekunda East Mini Stadium w Serrekundzie, który może pomieścić 5000 widzów.